# 高市圭二
高市 圭二 （たかいち けいじ、1955年8月18日 - 2020年2月17日）は、日本の元調教師・騎手。
日本中央競馬会 (JRA) 美浦トレーニングセンターに騎手時代から所属していた。主な管理馬にファストフレンド、シングンマイケルなど。

## 来歴
[[1971年][4月に東京競馬場（のちに美浦）の荒木静雄厩舎所属の騎手候補となり、1978年に騎手デビュー。初騎乗は同年3月4日中山競馬第9競走のセツザンで1着と、初騎乗で初勝利を挙げた。
1990年2月に騎手を引退し、嶋田功厩舎の調教助手に転身。騎手成績は702戦25勝であった。引退まで荒木厩舎に所属していた。
1996年に調教師免許を取得し、厩舎を開業。初出走は同年12月22日中山競馬第4競走のマレットラックで8着。初勝利は翌1997年3月8日中山競馬第7競走のミヤギロドリゴで、のべ22頭目であった。
1998年の京成杯をマンダリンスターで制し、重賞競走初勝利を挙げた。
2017年の札幌競馬開催中に身体に激痛を感じ、競馬開催後に精密検査を受け、希少がんでの一種である後腹膜脂肪肉腫（サルコーマ）であることが判明。治療を続けながら調教師として厩舎を運営し、2019年の中山大障害をシングンマイケルで制した。
その後、2020年に入り体調を崩し、同年2月17日11時6分、茨城県土浦市の病院で死去。64歳没。高市の死去に伴い、同厩舎の管理馬は同月18日付で大江原哲厩舎に転厩（臨時貸付）となった。

## 人物
- 2000年5月7日に福島競馬場において後藤浩輝に対して殴打し、過怠金10万円の制裁を受けた。この前日に行われた競走で、後藤がインタビューで「カラ馬に不利を受けた」と言及したが、この“カラ馬”ことアサヒウイニング（この時の鞍上は橋本広喜）を管理していたのが他ならぬ高市であった。
- 初勝利を挙げたミヤギロドリゴを大西直宏に、ビーマイナカヤマを鹿戸雄一に任せ続けた。

## 騎手成績
| 通算成績 | 1着 | 2着 | 3着 | 騎乗数 | 勝率 | 連対率 |
| -------- | --- | --- | --- | ------ | ---- | ------ |
| 平地     | 25  | 29  | 44  | 696    | .036 | .078   |
| 障害     | 0   | 0   | 0   | 6      | .000 | .000   |
| 通算     | 25  | 29  | 44  | 702    | .036 | .077   |

|                | 日付          | 競馬場・開催  | 競走名           | 馬名               | 頭数 | 人気 | 着順 |
| -------------- | ------------- | ------------- | ---------------- | ------------------ | ---- | ---- | ---- |
| 初騎乗・初勝利 | 1978年3月4日  | 1回中山3日9R  | -                | セツザン           | 14頭 | -    | 1着  |
| 重賞初騎乗     | 1980年8月17日 | 3回新潟4日10R | アラブ王冠（秋） | ミルフォードカザン | 10頭 | 9    | 10着 |

## 調教師成績
|            | 日付           | 競馬場・開催   | 競走名       | 馬名               | 頭数 | 人気 | 着順 |
| ---------- | -------------- | -------------- | ------------ | ------------------ | ---- | ---- | ---- |
| 初出走     | 1996年12月22日 | 6回中山8日4R   | 4歳上500万下 | マレットラック     | 16頭 | 5    | 8着  |
| 初勝利     | 1997年3月8日   | 2回中山5日目7R | 4歳500万下   | ミヤギロドリゴ     | 11頭 | 4    | 1着  |
| 重賞初出走 | 1997年5月3日   | 2回東京5日11R  | 青葉賞       | ミヤギロドリゴ     | 17頭 | 6    | 7着  |
| 重賞初勝利 | 1998年1月11日  | 1回中山4日11R  | 京成杯       | マンダリンスター   | 10頭 | 4    | 1着  |
| GI初出走   | 1997年12月7日  | 5回中山4日11R  | 朝日杯3歳S   | オンクラウドナイン | 15頭 | 14   | 11着 |

### 主な管理馬
※括弧内は当該馬の優勝重賞競走、太字はGI級競走。
- マンダリンスター （1998年京成杯）
- ビーマイナカヤマ（1999年北海道スプリントカップ、2000年ガーネットステークス、黒船賞、群馬記念、かしわ記念、朱鷺大賞典、2001年ガーネットステークス、とちぎマロニエカップ）
- ファストフレンド（1999年マリーンカップ、スパーキングレディーカップ、エンプレス杯、クイーン賞、2000年東海ステークス、帝王賞、エンプレス杯、東海菊花賞、東京大賞典）
- ミヤギロドリゴ（2001年福島記念）
- ウイングランツ（2005年ダイヤモンドステークス）
- シングンマイケル （2019年東京ジャンプステークス、東京ハイジャンプ、中山大障害）

## 主な厩舎所属者
※太字は門下生。括弧内は厩舎所属期間と所属中の職分。
- 根本康広（1996年-1997年 騎手）
- 宮崎北斗（2007年-2008年 騎手）